# Belgern
Belgern è una frazione della città tedesca di Belgern-Schildau.